# John H. Johnson
John Harold Johnson (* 19. Januar 1918 in Arkansas City, Arkansas; † 8. August 2005 in Chicago) war ein bedeutender schwarzer US-amerikanischer Publizist und Gründer des Magazins Ebony.

## Leben
Johnson, Enkel eines Sklaven, wurde 1918 in Arkansas geboren. Er wurde früh Halbwaise, weil sein Vater Leroy, ein Arbeiter einer Mühle, bei einem Arbeitsunfall tödlich verunglückte. Seine Mutter Gertrud Jenkins heiratete später einen Kollegen des Vaters.
Er besuchte eine für Weiße und Schwarze getrennte Schule bis zum 8. Schuljahr. Nach einem Besuch der Weltausstellung in Chicago siedelte er 1933 mit seiner Mutter nach Chicago über. Sein Stiefvater folgte ihnen später. Die Familie lebte von der Wohlfahrt und von dem was sein Stiefvater in einem öffentlichen Arbeitsbeschaffungsprogramm verdiente.
Johnson schaffte es an einer schwarzen High-School aufgenommen zu werden und wurde später Klassensprecher und Herausgeber der Schulzeitung. 1936 graduierte er und sprach auf der Abschlussveranstaltung. Harry Pace, Präsident einer großen Lebensversicherungsgesellschaft, war sehr beeindruckt von dem jungen Johnson; er bot ihm eine Anstellung sowie die Möglichkeit eines Studiums an der Universität von Chicago an. Johnson griff zu und studierte zunächst in Chicago, später an der „Northwestern“. Er wurde Herausgeber von Pace' interner Firmenzeitung.
1942 war Johnson längst fest angestellter Mitarbeiter von Supreme Life und er startete seine eigene Karriere. Er lieh sich von seiner Mutter 500 USD und fragte weitere 20.000 schwarze Kunden von Supreme Life an, ihm 2 USD zu verleihen, um ein noch zu konzipierendes Magazin aufzubauen. Tatsächlich haben ihm 3.000 Kunden jeweils 2 USD geliehen und er konnte im Juni 1942 sein erstes „Negro Digest“, ähnlich wie ein Reader’s Digest veröffentlichen.
Johnson schaffte es innerhalb eines Jahres die Auflage auf 50.000 Stück zu erhöhen. Aus dieser Idee heraus entwickelte sich das Magazin Ebony. Daneben war er Herausgeber von weiteren „schwarzen“ Magazinen wie Jet (1951) und Fashion Fair Cosmetics (1973) und vielen weiteren Magazinen und Büchern. Er war Medienunternehmer mit eigenen Radio- und TV-Sendern.
John H. Johnson wurde der reichste und einflussreichste „schwarze“ Geschäftsmann der USA. 1982 war er der erste „African-American“ in der Liste der 400 reichsten Amerikaner.
1941 heiratete er Eunice Walker. Aus der Ehe gingen zwei Kinder hervor. Seine Tochter Linda Johnson Rice ist heute Vorstandsvorsitzende von Johnson Publishing. Sein Sohn John Harold Johnson Jr. starb 1981 an einer Erkrankung mit 25 Jahren.